# Maria Annunziata d'Asburgo-Lorena
Maria Annunziata d'Asburgo-Lorena, nome completo Maria Annunziata Adelaide Theresa Micaela Carolina Luisa Pia Ignazia (Reichenau, 31 luglio 1876 – Vaduz, 8 aprile 1961), fu un'arciduchessa d'Austria e principessa d'Ungheria, Boemia, Croazia e Slavonia.

## Biografia
Maria Annunziata era figlia dell'arciduca Carlo Ludovico d'Asburgo-Lorena e della sua terza, ed ultima moglie, l'infanta portoghese Maria Teresa di Braganza.
Soprannominata in famiglia "Miana", ella venne così chiamata in onore della defunta seconda moglie del padre.
Tra il 1894 ed il 1918 Maria Annunziata fu principessa-badessa del Reale e Imperiale Capitolo nobile femminile teresiano di San Giorgio allo Hradschin in Praga.
Nel 1902 fu brevemente fidanzata con il duca Sigfrido in Baviera, figlio primogenito del duca Massimiliano Emanuele di Baviera, fratello minore dell'imperatrice Sissi. Il fidanzamento venne tuttavia sciolto, dopo che Sigfrido, durante un viaggio in Inghilterra, aveva mostrato segni di disturbi mentali.
Fu vicina alla madre, che era divenuta la prima donna della corte viennese, dopo che l'imperatrice Sissi, moglie di suo zio Francesco Giuseppe, era stata assassinata. In tale ruolo assunse il patrocinio di diverse attività benefiche e fu alta patrona dell'Ordine francescano delle missionarie di Maria in Austria. Dal 1900 il monastero dell'Annunziata a Maria-Anzbach fu ribattezzato in suo onore.
Fu sorellastra dell'erede al trono, l'arciduca Francesco Ferdinando (assassinato nel 1914 a Sarajevo), mentre un altro suo fratellastro, l'arciduca Ottone fu il padre dell'ultimo imperatore asburgico, Carlo I.
Maria Annunziata non si sposò mai e morì, all'età di ottantaquattro anni, l'8 aprile 1961, a Vaduz, nel Liechtenstein. Fu sepolta nella locale cripta dei Liechtenstein.

## Ascendenza
|                                           |                            |                                             | Genitori                                       |  |  | Nonni |  |  | Bisnonni                      |  |  | Trisnonni                  |  |
|                                           |                            |                                             |                                                |  |  |       |  |  | Francesco II d'Asburgo-Lorena |  |  | Pietro Leopoldo di Toscana |  |
|                                           |                            |                                             |                                                |  |  |       |  |  | Francesco II d'Asburgo-Lorena |  |  | Pietro Leopoldo di Toscana |  |
|                                           |                            | Maria Ludovica di Borbone-Spagna            |                                                |  |  |       |  |  | Francesco II d'Asburgo-Lorena |  |  |                            |  |
| Francesco Carlo d'Asburgo-Lorena          |                            |                                             |                                                |  |  |       |  |  | Francesco II d'Asburgo-Lorena |  |  |                            |  |
|                                           |                            | Maria Teresa di Borbone-Due Sicilie         | Ferdinando I delle Due Sicilie                 |  |  |       |  |  |                               |  |  |                            |  |
|                                           |                            | Maria Teresa di Borbone-Due Sicilie         | Ferdinando I delle Due Sicilie                 |  |  |       |  |  |                               |  |  |                            |  |
|                                           |                            | Maria Teresa di Borbone-Due Sicilie         | Maria Carolina d'Asburgo-Lorena                |  |  |       |  |  |                               |  |  |                            |  |
| Carlo Ludovico d'Asburgo-Lorena           |                            | Maria Teresa di Borbone-Due Sicilie         |                                                |  |  |       |  |  |                               |  |  |                            |  |
|                                           |                            | Massimiliano I di Baviera                   | Federico Michele di Zweibrücken-Birkenfeld     |  |  |       |  |  |                               |  |  |                            |  |
|                                           |                            | Massimiliano I di Baviera                   | Federico Michele di Zweibrücken-Birkenfeld     |  |  |       |  |  |                               |  |  |                            |  |
|                                           |                            | Massimiliano I di Baviera                   | Maria Franziska di Sulzbach                    |  |  |       |  |  |                               |  |  |                            |  |
| Sofia di Baviera                          |                            | Massimiliano I di Baviera                   |                                                |  |  |       |  |  |                               |  |  |                            |  |
|                                           |                            | Carolina di Baden                           | Carlo Luigi di Baden                           |  |  |       |  |  |                               |  |  |                            |  |
|                                           |                            | Carolina di Baden                           | Carlo Luigi di Baden                           |  |  |       |  |  |                               |  |  |                            |  |
|                                           |                            | Carolina di Baden                           | Amalia d'Assia-Darmstadt                       |  |  |       |  |  |                               |  |  |                            |  |
| Maria Annunziata d'Asburgo-Lorena         |                            | Carolina di Baden                           |                                                |  |  |       |  |  |                               |  |  |                            |  |
|                                           | Giovanni VI del Portogallo | Pietro III del Portogallo                   |                                                |  |  |       |  |  |                               |  |  |                            |  |
|                                           | Giovanni VI del Portogallo | Pietro III del Portogallo                   |                                                |  |  |       |  |  |                               |  |  |                            |  |
|                                           | Giovanni VI del Portogallo | Maria I del Portogallo                      |                                                |  |  |       |  |  |                               |  |  |                            |  |
| Michele I del Portogallo                  | Giovanni VI del Portogallo |                                             |                                                |  |  |       |  |  |                               |  |  |                            |  |
|                                           |                            | Carlotta Gioacchina di Borbone-Spagna       | Carlo IV di Spagna                             |  |  |       |  |  |                               |  |  |                            |  |
|                                           |                            | Carlotta Gioacchina di Borbone-Spagna       | Carlo IV di Spagna                             |  |  |       |  |  |                               |  |  |                            |  |
|                                           |                            | Carlotta Gioacchina di Borbone-Spagna       | Maria Luisa di Borbone-Parma                   |  |  |       |  |  |                               |  |  |                            |  |
| Maria Teresa di Portogallo                |                            | Carlotta Gioacchina di Borbone-Spagna       |                                                |  |  |       |  |  |                               |  |  |                            |  |
|                                           |                            | Costantino di Löwenstein-Wertheim-Rosenberg | Carlo Tommaso di Löwenstein-Wertheim-Rosenberg |  |  |       |  |  |                               |  |  |                            |  |
|                                           |                            | Costantino di Löwenstein-Wertheim-Rosenberg | Carlo Tommaso di Löwenstein-Wertheim-Rosenberg |  |  |       |  |  |                               |  |  |                            |  |
|                                           |                            | Costantino di Löwenstein-Wertheim-Rosenberg | Sofia di Windisch-Grätz                        |  |  |       |  |  |                               |  |  |                            |  |
| Adelaide di Löwenstein-Wertheim-Rosenberg |                            | Costantino di Löwenstein-Wertheim-Rosenberg |                                                |  |  |       |  |  |                               |  |  |                            |  |
|                                           |                            | Agnese di Hohenlohe-Langenburg              | Carlo Ludovico I di Hohenlohe-Langenburg       |  |  |       |  |  |                               |  |  |                            |  |
|                                           |                            | Agnese di Hohenlohe-Langenburg              | Carlo Ludovico I di Hohenlohe-Langenburg       |  |  |       |  |  |                               |  |  |                            |  |
|                                           |                            | Agnese di Hohenlohe-Langenburg              | Amalia Enrichetta di Solms-Baruth              |  |  |       |  |  |                               |  |  |                            |  |
|                                           |                            | Agnese di Hohenlohe-Langenburg              |                                                |  |  |       |  |  |                               |  |  |                            |  |